# Alecia McKenzie
Alecia McKenzie (ur. 1960 w Kingston) – jamajska pisarka i dziennikarka.

## Życiorys
Urodziła się w Kingston na Jamajce. Była najmłodszą z czwórki rodzeństwa. Jej ojciec zmarł, kiedy miała 10 lat. Szkołę średnią ukończyła na Jamajce, już wtedy publikowała swoje wiersze w lokalnych czasopismach. Początkowo studiowała sztukę, jednak nie czuła się pewnie jako malarka, więc zdecydowała się poświęcić pisaniu (choć nadal maluje, a ślady zamiłowań artystycznych można odnaleźć w jej prozie).
Ukończyła dziennikarstwo na Columbia University. Jako dziennikarka współpracowała z wieloma tytułami i instytucjami, m.in. Wall Street Journall Europe (1986-1988) oraz Inter Press Service (1992-1995). W 1985 roku przeprowadziła się do Brukseli. Uczyła kreatywnego pisania i pracy dziennikarskiej na Vrije Universiteit. W 1993 roku otrzymała nagrodę Commonwealth Writers Prize dla najlepszego debiutu, za swój zbiór Satellite City. W latach 1998–2000 mieszkała w Wielkiej Brytanii i pracowała nad doktoratem.
Poza Satellite City wydała też m.in. When the Rain Stopped in Natland (powieść, 1995) oraz Sweetheart (powieść, nagrodzona w 2012 Commonwealth Writers Prize).
Jej twórczość była tłumaczona na włoski, hiszpański, holenderski, polski.
Ma męża (z zawodu belgijskiego dziennikarza) i dwoje dzieci - syna i córkę.